# تونس في كأس الأمم الإفريقية 2004
يعرض هذا المقال مشاركة تونس في كأس الأمم الأفريقية لكرة القدم 2004 التي أقيمة في تونس مابين 24 يناير – 14 فبراير 2004.

## التشكيلة

### التشكيلة
الناخب:  روجيه لومير

| رقم. | المركز. | اسم اللاعب                       | تاريخ الميلاد (العمر)     | لعب | النادي                    |
| ---- | ------- | -------------------------------- | ------------------------- | --- | ------------------------- |
| 1    | حارس    | علي بومنيجل                      | 13 أبريل 1966 (العمر 40)  | 48  | النادي الإفريقي           |
| 2    | مهاجم   | كريم السديري                     | 29 يوليو 1979 (العمر 26)  | 7   | نادي روزنبورغ             |
| 3    | مدافع   | كريم حقي                         | 21 يناير 1984 (العمر 22)  | 26  | نادي ستراسبورغ            |
| 4    | مدافع   | علاء الدين يحيى                  | 26 سبتمبر 1981 (العمر 24) | 13  | نادي سانت إتيان           |
| 5    | مهاجم   | زياد الجزيري                     | 12 يوليو 1978 (العمر 27)  | 61  | نادي تروا                 |
| 6    | مدافع   | حاتم الطرابلسي                   | 25 يناير 1977 (العمر 29)  | 56  | أياكس أمستردام            |
| 7    | مهاجم   | هيكل قمامدية                     | 22 ديسمبر 1981 (العمر 24) | 13  | نادي ستراسبورغ            |
| 8    | وسط     | مهدي النفطي                      | 28 نوفمبر 1978 (العمر 27) | 29  | برمنغهام سيتي             |
| 9    | مهاجم   | ياسين الشيخاوي                   | 2 سبتمبر 1986 (العمر 19)  | 1   | النجم الرياضي الساحلي     |
| 10   | وسط     | قيس الغضبان                      | 7 يناير 1976 (العمر 30)   | 89  | قونيا سبور                |
| 11   | مهاجم   | فرانسيلودو سانتوس                | 20 مارس 1979 (العمر 27)   | 28  | نادي تولوز                |
| 12   | وسط     | جوهر المناري                     | 8 نوفمبر 1976 (العمر 29)  | 37  | نادي نورنبرغ              |
| 13   | وسط     | رياض البوعزيزي (كابتن (كرة قدم)) | 8 أبريل 1973 (العمر 33)   | 85  | قيصري إيرسيسبور           |
| 14   | وسط     | عادل الشاذلي                     | 16 سبتمبر 1976 (العمر 29) | 38  | نادي نورنبرغ              |
| 15   | مدافع   | راضي الجعايدي                    | 30 أغسطس 1975 (العمر 30)  | 89  | بولتون واندررز            |
| 16   | حارس    | عادل النفزي                      | 16 مارس 1974 (العمر 32)   | 0   | الاتحاد الرياضي المنستيري |
| 17   | مهاجم   | شوقي بن سعادة                    | 1 يوليو 1984 (العمر 21)   | 11  | نادي باستيا               |
| 18   | مدافع   | ديفيد جمالي                      | 13 ديسمبر 1974 (العمر 31) | 2   | جيروندان بوردو            |
| 19   | مدافع   | أنيس العياري                     | 16 فبراير 1982 (العمر 24) | 24  | سامسون سبور               |
| 20   | وسط     | حامد النموشي                     | 12 يناير 1984 (العمر 22)  | 14  | نادي رينجرز               |
| 21   | مدافع   | كريم سعيدي                       | 24 مارس 1983 (العمر 23)   | 15  | فاينورد                   |
| 22   | حارس    | حمدي القصراوي                    | 18 يناير 1983 (العمر 23)  | 6   | الترجي الرياضي التونسي    |
| 23   | وسط     | سفيان المليتي                    | 18 أغسطس 1978 (العمر 27)  | 14  | غازي عنتاب سبور           |

## المسابقة

### دور المجموعات
| تونس                     | 2–1 | رواندا    |
| ------------------------ | --- | --------- |
| الجزيري 27' · سانتوس 57' |     | إلياس 41' |

| تونس                         | 3–0 | جمهورية الكونغو الديمقراطية |
| ---------------------------- | --- | --------------------------- |
| سانتوس 55'، 87' · إبراهم 65' |     |                             |

| تونس         | 1–1 | غينيا           |
| ------------ | --- | --------------- |
| بن عاشور 58' |     | تيتي كامارا 84' |

### ربع النهائي
| تونس        | 1–0 | السنغال |
| ----------- | --- | ------- |
| المناري 65' |     |         |

### نصف النهائي
| تونس     | 1–1 (ب.و.إ.) | نيجيريا     |
| -------- | ------------ | ----------- |
| بدرة 82' |              | أوكوتشا 67' |

## الهدافين
4 أهداف
- فرانسيلودو سانتوس

هدفين
- زياد الجزيري

هدف
| - خالد بدرة - سليم بن عاشور | - ناجح إبراهم - جوهر المناري |